# Richard Waring (escritor)
Richard Waring (26 de junio de 1925-5 de diciembre de 1994) fue un guionista televisivo británico.

## Biografía
Su verdadero nombre era Brian Barton-Chapple, y nació en Bradford, Inglaterra, siendo su hermano el actor Derek Waring.
Waring fue autor de numerosas sitcoms británicas de principios de los años 1960, trabajando tanto para la BBC como para ITV. Su primer éxito llegó con Marriage Lines (1961–66), con Richard Briers y Prunella Scales. En Not in Front of the Children (1967–70), aparecía por vez primera un ama de casa interpretada por Wendy Craig. Waring creó ...And Mother Makes Three (1971–73) y su secuela, ...And Mother Makes Five (1974–76), con Craig haciendo un papel similar, pero Waring no escribió todos los episodios. Otras series escritas por él fueron My Wife Next Door (creada por Brian Clemens, 1972), Miss Jones and Son (1977–78) y Rings on Their Fingers (1978–80).
En 1957, Waring se casó con Hermione Harvey, con la que tuvo dos hijos. Tras divorciarse, se casó una segunda vez, con Virginia Brooke-White. 
Richard Waring falleció en 1994 en Londres, Inglaterra.